# Віндзор (округ, Вермонт)
Шаблон:StateAbbr_ 43°33′30″ пн. ш. 72°31′59″ зх. д. / 43.55827° пн. ш. 72.53299° зх. д.
Округ Ві́ндзор (англ. Windsor County) — округ (графство) у штаті Вермонт, США. Ідентифікатор округу 50027.

## Історія
Округ утворений 1781 року.

## Демографія
За даними перепису 2000 року загальне населення округу становило 57418 осіб, зокрема міського населення було 14461, а сільського — 42957. Серед мешканців округу чоловіків було 27948, а жінок — 29470. В окрузі було 24162 домогосподарства, 15724 родин, які мешкали в 31621 будинках. Середній розмір родини становив 2,86.
Віковий розподіл населення поданий у таблиці:
| Стать    | До 15 років | 15-21 | 22-29 | 30-39 | 40-49 | 50-65 | 65-85 | Понад 85 |
| -------- | ----------- | ----- | ----- | ----- | ----- | ----- | ----- | -------- |
| Чоловіки | 5484        | 2427  | 2162  | 3777  | 4866  | 5331  | 3549  | 352      |
| Жінки    | 5300        | 2149  | 2136  | 4052  | 5201  | 5460  | 4398  | 774      |

## Суміжні округи
- Орандж — північ
- Ґрафтон, Нью-Гемпшир — північний схід
- Салліван, Нью-Гемпшир  — схід
- Віндем — південь
- Беннінґтон — південний захід
- Ратленд — захід
- Еддісон — північний захід

## Виноски
1. ↑  U.S. Decennial Census. United States Census Bureau. Архів оригіналу за 4 квітня 2018. Процитовано 29 червня 2015.
2. ↑  Historical Census Browser. University of Virginia Library. Архів оригіналу за 11 серпня 2012. Процитовано 29 червня 2015.
3. ↑  Forstall, Richard L., ред. (27 березня 1995). Population of Counties by Decennial Census: 1900 to 1990. United States Census Bureau. Архів оригіналу за 24 вересня 2015. Процитовано 29 червня 2015.
4. ↑  Census 2000 PHC-T-4. Ranking Tables for Counties: 1990 and 2000 (PDF). United States Census Bureau. 2 квітня 2001. Архів оригіналу (PDF) за 18 грудня 2014. Процитовано 29 червня 2015.
5. ↑  State & County QuickFacts. United States Census Bureau. Архів оригіналу за 22 липня 2011. Процитовано 30 грудня 2013.(англ.) Наведено за англійською вікіпедією.
6. ↑  American FactFinder. Бюро перепису населення США. Архів оригіналу за 26 лютого 2012. Процитовано 31 січня 2008.

| США | Це незавершена стаття з географії США. Ви можете допомогти проєкту, виправивши або дописавши її. |